# Церковь Святой Александры (Бад-Эмс)
Це́рковь Свято́й му́ченицы цари́цы Алекса́ндры (нем. Russische orthodoxe Kirche der Hl. Alexandra) — православный храм в Бад-Эмсе; расположен на берегу реки Лан.
Храм относится к Германской епархии Русской православной церкви заграницей. Настоятель — иерей Борис Здробэу.

## История
В 1857 году по просьбам приезжавших в Бад-Эмс для лечения русских устроить в городе православный храм был образован Комитет из постоянных местных жителей для сбора пожертвований. Комитету в 1858 году оказала своё покровительство императрица Александра Фёдоровна, кроме того, внёсшая первое крупное пожертвование на строительство храма. Однако впоследствии пожертвования поступали медленно и в малых суммах, так что планы строительства церкви откладывались.
Чтобы удовлетворять религиозные потребности курортников, в 1863 году вюртембергская королева Ольга Николаевна прислала на время в Бад-Эмс из Штутгарта свою походную церковь, которая была устроена в круглом зале местного Курортного дома (Кургауса). Храм был приписан к Висбаденской церкви, богослужения в нём совершались только в летнее время.
После посещения курорта императором Александром II был в 1873 году образован новый церковно-строительный комитет, состоявший преимущественно из русских. Комитет, благодаря значительным пособиям со стороны императора, в 18 (30) августа 1874 года приобрёл участок земли на берегу реки. В том же году, 28 октября (9 ноября), храм был заложен.
План церкви разработал архитектор Гольдманн из Нассау.
2 (14) мая 1876 года храм был освящён во имя святой мученицы-царицы Александры, в воспоминание об императрице Александры Фёдоровне. На освящении присутствовал знаменитый русский поэт князь Петр Андреевич Вяземский, пожертвовавший на постройку храма большие средства. Через четыре дня здесь на службе присутствовал Александр II.
Богослужение совершалось в летний лечебный сезон причтом Висбаденской церкви.
С началом Первой мировой войны церковь была закрыта.
С 1922-го года здесь возобновились богослужения, но совершались лишь в престольный и великие праздники. Церковь была по-прежнему приписана к Висбаденскому храму.
В 1922—1930 годах храм находился в юрисдикции Управляющего русскими приходами в Западной Европе Русской православной церкви. С переходом митрополита Евлогия (Георгиевского) в Константинопольский патриархат, в Западноевропейском экзархате русских приходов.
В 1928—1930 годах в церкви проводились обширные ремонтные работы, так как церковь пострадала в течение периода её закрытия. Весной 1930 года произошло новое освящение храма.
5 мая 1939 года приход со всем его имуществом был передан Берлинской и Германской епархии Русской православной церкви заграницей.
В 1944 году храм был снова закрыт.
Первая после войны служба состоялась в октябре 1946 года церковь перешла в Западноевропейский Экзархат Русской православной церкви. С 1957 году храм снова находился в юрисдикции Западноевропейском экзархате русских приходов Константинопольского патриархата.
В 1984 году Верховный суд Федеративной республики Германия принял решение о передаче храма Берлинской и Германской епархии Русской православной церкви заграницей.
В 1974 году в храме начались ремонтно-реставрационные работы, завершившиеся освящением 15 июня 1991 года.

## Архитектура, убранство
Храм пятиглавый, каменный. Построен в «русско-византийском стиле». Фасады поделены на два яруса профильной тягой и завершены кокошниками. Портики и наличники сделаны из жёлтого, цоколи и лестницы — из красного песчаника.
Площадь храма 150 м², высота — 27 м. В плане церковь представляет собой греческий крест.
Первоначально все купола были позолочены, но в 1970-е годы малые купола были окрашены в синий цвет. Медное покрытие крыши было заменено на рубероидное ещё в 1929 году.
Иконостас выполнен в стиле барокко в Санкт-Петербурге, позолочен. Иконы написаны в западно-итальянском стиле Т. А. Неффом.
В. В. Верещагин преподнёс храму икону «Воскресения Христова», находящуюся в алтаре.
Первоначально в храме было 6 колоколов, привезённых из Москвы, но они были конфискованы в 1917 на военные цели как «вражеское имущество» и переплавлены. В настоящее время звонница находится за зданием церкви.